# Naissance en 1912
Naissance
- 1908
- 1909
- 1910
- 1911
- 1912
- 1913
- 1914
- 1915
- 1916

Cette page dresse une liste de personnalités nées au cours de l'année 1912 présentée dans l'ordre chronologique.
La liste des personnes référencées dans Wikipédia est disponible dans la page de la Catégorie: Naissance en 1912.

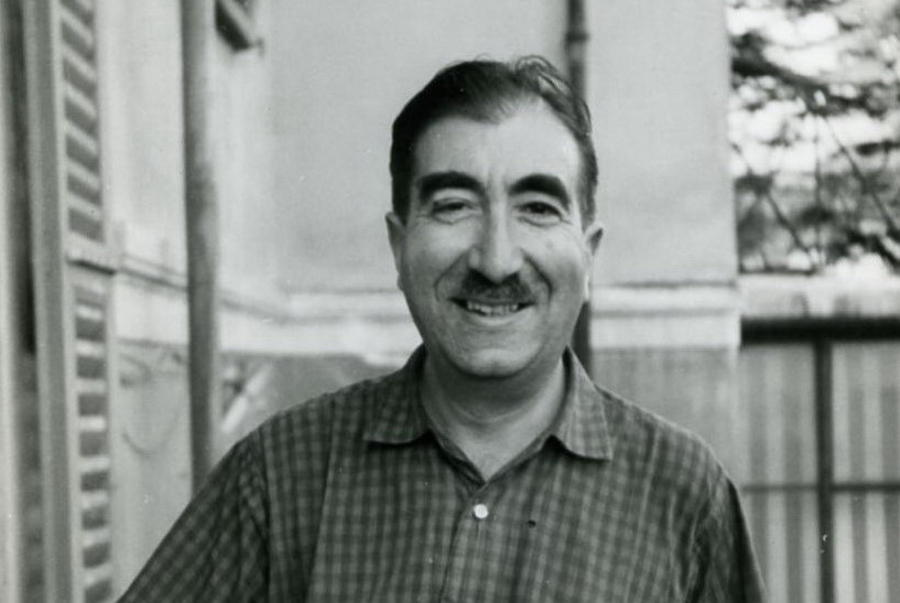
Gianfranco Contini dans les années 1950.

## Janvier
- 1er janvier : Hélène Petter, peintre franco-suisse († 13 novembre 2007).
- 2 janvier :
  - Pierre Le Goffic, officier des Forces françaises libres, compagnon de la Libération († 22 août 1944).
  - Henri Vincenot, artiste, écrivain, peintre et sculpteur français († 21 novembre 1985).
- 3 janvier : Robert Flemyng, acteur anglais († 22 mai 1995).
- 4 janvier : Gianfranco Contini, critique littéraire et philologue italien († 28 mars 1990).
- 8 janvier : Rudolf Escher, compositeur néerlandais († 17 mars 1980).
- 11 janvier :
  - Donald Barry, acteur et réalisateur américain († 17 juillet 1980).
  - Nick Cravat, acteur américain († 29 janvier 1994).
- 13 janvier : Paul Birch, acteur américain († 24 mai 1969).
- 15 janvier :
  - Michel Debré, homme politique français († 2 août 1996).
  - Jean-Denis Malclès, peintre, affichiste et décorateur français († 30 mai 2002).
- 16 janvier : Guo Jie, athlète chinois spécialiste du lancer du disque († 15 novembre 2015).
- 19 janvier : Bernardus Nieuwenhuis, peintre néerlandais († 5 septembre 2001).
- 24 janvier : Edmond Magendie, militaire, fonctionnaire et homme politique français († 20 mars 2000).
- 27 janvier : Marc Daniels, réalisateur, acteur, producteur et scénariste américain († 23 avril 1989).
- 28 janvier : Jackson Pollock, peintre américain († 11 août 1956).
- 31 janvier : Patrick Holt, acteur britannique († 12 octobre 1993).

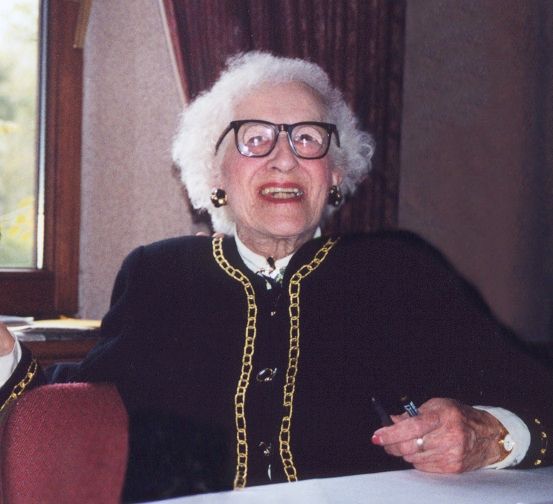
Millvina Dean en 1999.

## Février
- 1er février : James Craig, acteur américain († 28 juin 1985).
- 2 février :
  - Stefan Schnabel, acteur allemand († 11 mars 1999).
  - Millvina Dean, dernière survivante du Naufrage du Titanic († 31 mai 2009).
- 3 février :
  - Odysséas Angelís, homme politique grec († 22 mars 1987).
  - Jacques Soustelle, anthropologue et homme politique français († 6 août 1990).
- 4 février :
  - Nikola Perlić, joueur et entraîneur de football serbe puis yougoslave († 19 janvier 1986).
  - Louis-Albert Vachon, cardinal canadien, archevêque de Québec († 29 septembre 2006).
- 7 février : Amédée Fournier, coureur cycliste français († 30 mars 1992).
- 8 février :
  - Camille Malvy, footballeur français († 17 juin 1999).
  - Albert Mettens, footballeur belge († mai 2003).
- 9 février : Ginette Leclerc (Geneviève Menut), actrice française († 2 janvier 1992).
- 11 février : Juan Carlos Aramburu, cardinal argentin, archevêque de Buenos Aires († 18 novembre 2004).
- 12 février : Pierre Jaminet, coureur cycliste français († 7 décembre 1968).
- 13 février : Marco Cimatti, coureur cycliste italien († 21 mai 1982).
- 14 février : Joan Pujol Garcia, agent double espagnol († 10 octobre 1988).
- 17 février : Peter Mosbacher, acteur allemand († 9 octobre 1977).
- 19 février :
  - Fabio Battesini, coureur cycliste italien († 17 juin 1987).
  - Farvèze, peintre et cartonnier français († 23 mars 1999).
  - Herbert Wadsack, écrivain autrichien († 15 juillet 2004).
- 20 février :
  - Pierre Boulle, écrivain français († 30 janvier 1994).
  - Italo De Grandi, dessinateur, peintre et aquarelliste italien († 11 octobre 1988).
- 21 février : Max Walter Svanberg, peintre suédois  († 28 mai 1994).
- 24 février : Thérèse Tardif, écrivaine canadienne († 15 avril 1999).
- 25 février : Émile Allais, skieur français († 17 octobre 2012).
- 26 février : Dane Clark, acteur américain († 11 septembre 1998).

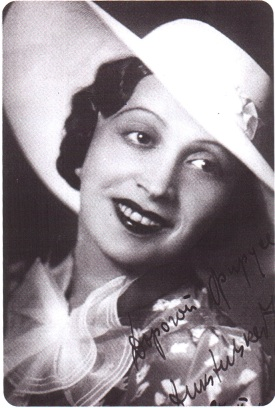
Nadezhda Dukstulskaitė dans les années 1930.

## Mars
- 1er mars : 
  - Gerald Emmett Carter, cardinal canadien, archevêque de Toronto († 6 avril 2003).
  - Yi Ho-woo, poète et journaliste sud-coréen († 6 janvier 1970).
- 3 mars : Wally Cassell, acteur américain († 2 avril 2015).
- 4 mars : Afro Basaldella, peintre italien († 24 juillet 1976).
- 5 mars : 
  - Nadezhda Dukstulskaitė, pianiste lituanienne († 5 octobre 1978).
  - Jack Marshall, premier ministre néo-zélandais († 30 août 1988)
- 7 mars : Jacques Despierre, peintre français († 5 décembre 1995).
- 11 mars :
  - Dahmane Ben Achour, musicien algérien († 15 septembre 1976).
  - Xavier Montsalvatge, compositeur et critique musical espagnol († 7 mai 2002).
  - Ramón Parera, footballeur espagnol († 8 novembre 1968).
  - Jerry Seelen, scénariste et parolier américain († 12 septembre 1981).
- 13 mars : Mohamed Khider, membre fondateur du FLN, algérien († 4 janvier 1967).
- 14 mars :
  - John Amery, homme politique britannique († 19 décembre 1945).
  - Amandine Doré, peintre, illustratrice et écrivaine française († 24 avril 2011).
- 15 mars : Jean-Pierre Kérien, comédien français († 9 avril 1984).
- 16 mars :
  - Sabicas, compositeur et guitariste de flamenco espagnol († 14 avril 1990).
  - Gustave Van Belle, coureur cycliste belge († 25 août 1954).
- 17 mars : Bayard Rustin, militant et stratège politique américain du mouvement des droits civiques († 24 août 1987).
- 18 mars : Mohand Ameziane Yazourene, figure emblématique de la guerre d'indépendance algérienne († 5 janvier 1988).
- 19 mars : William Frankland, allergologue et immunologiste britannique († 2 avril 2020).
- 21 mars : Josy Mersch, coureur cycliste luxembourgeois († 18 février 2004).
- 22 mars : François Gall, peintre français († 9 décembre 1987).
- 23 mars :
  - Léo Amberg, coureur cycliste suisse († 18 septembre 1999).
  - Wernher von Braun, ingénieur américain d'origine allemande († 16 juin 1977).
  - Francis De Sales, acteur américain  († 25 septembre 1988).
- 24 mars : Secondo Magni, coureur cycliste italien († 17 août 1997).
- 25 mars : Jean Vilar, acteur et metteur en scène de théâtre français († 28 mai 1971).
- 26 mars :
  - Dante Gianello, coureur cycliste français († 14 novembre 1992).
  - Mizufune Rokushu, peintre japonais († 30 juin 1980).
- 28 mars : Marina Raskova, aviatrice soviétique († 4 janvier 1943).
- 30 mars :
  - Jean Cavalli, footballeur français († 11 août 1991).
  - Armand Niquille, peintre suisse († 17 décembre 1996).

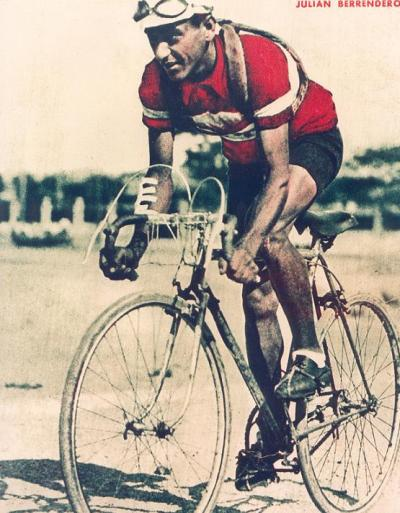
Julián Berrendero.

## Avril
- 2 avril : George Pemba, peintre et écrivain sud-africain († 12 juillet 2001).
- 4 avril : Guillaume Driessens, coureur cycliste et directeur sportif belge († 15 juin 2006).
- 5 avril :
  - John Le Mesurier, acteur anglais († 15 novembre 1983).
  - Albert Malet, peintre français de l'École de Rouen († 4 septembre 1986).
- 8 avril :
  - Julián Berrendero, coureur cycliste espagnol († 1er août 1995).
  - Sonja Henie, patineuse artistique et actrice norvégienne († 12 octobre 1969).
- 9 avril : José Bardina, footballeur espagnol († 1973).
- 12 avril : Gerald Goldberg, avocat et homme politique irlandais († 31 décembre 2003).
- 14 avril : Robert Doisneau, photographe français († 1er avril 1994).
- 15 avril : Kim Il-sung, premier dirigeant de la Corée du Nord et titulaire du titre de Président Éternel († 8 juillet 1994).
- 16 avril : Josef Streb, footballeur allemand († 22 août 1986 ).
- 17 avril : Walter Vollweiler, footballeur allemand († 22 janvier 1991).
- 19 avril :
  - Shunsuke Matsumoto, peintre japonais († 8 juin 1948).
  - Ingeborg Sjöqvist, plongeuse suédoise († 22 novembre 2015).
- 26 avril :
  - Henri Simon-Dubuisson, officier de marine, compagnon de la Libération († 15 novembre 1972).
  - Nello Troggi, coureur cycliste italien († 21 juin 1944).
  - A. E. van Vogt, écrivain canadien de science-fiction († 26 janvier 2000).
- 27 avril :
  - José Arana Goróstegui, footballeur espagnol († 29 janvier 1971).
  - Paraschkew Chadschiew, compositeur bulgare († 28 avril 1992).
  - Karl Litschi, coureur cycliste suisse († 18 mars 1999).
  - José Pellicer, anarchiste et anarcho-syndicaliste espagnol († 8 juin 1942).
- 28 avril :
  - Francesco Cocco Ortu, homme politique et avocat italien († 16 janvier 1969).
  - César Covo, brigadiste, résistant et militant communiste français († 9 mars 2015).
- 29 avril :
  - Pierre Brandel, peintre français († 23 mai 2003).
  - Richard Carlson, acteur, réalisateur et scénariste américain († 21 novembre 1977).
  - Raoul Lesueur, coureur cycliste français († 19 août 1981).

- 30 avril : Joseph Klein, maire de Kutzenhausen (Bas-Rhin) en 1945 († 27 août 1976)[1].

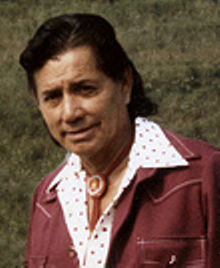
Jay Silverheels dans les années 1970.

## Mai
- 4 mai : Luis Zabala, footballeur espagnol († 1er octobre 1996).
- 7 mai : Alexandre Adandé, homme politique béninois († 8 avril 1993).
- 12 mai : Lucien Perpère, joueur et entraîneur de football français († 28 août 1996).
- 15 mai : Jean-Denis Malclès, peintre, affichiste et décorateur français († 30 mai 2002).
- 17 mai : Pauline Clotworthy, enseignante en stylisme irlandaise († 22 décembre 2004).
- 19 mai :
  - Michel D'Hooghe, coureur cycliste belge († 12 mai 1940).
  - Pietro Palazzini, cardinal italien de la curie romaine († 11 octobre 2000).
- 22 mai : Daniel White, compositeur français († 24 mai 1997).
- 23 mai :
  - Jean Françaix, compositeur français († 25 septembre 1997).
  - Marius Goring, acteur britannique († 30 septembre 1998).
- 24 mai :
  - Joseph Anthony, acteur et réalisateur américain († 20 janvier 1993).
  - Eucher Corbeil, syndicaliste canadien († 4 mai 2002).
- 26 mai :
  - János Kádár, homme politique hongrois († 6 juillet 1989).
  - Georges Le Poitevin, peintre français († 8 janvier 1993).
  - Jay Silverheels, acteur canadien († 5 mars 1980).
- 28 mai : Verena Loewensberg, peintre et graphiste suisse († 27 avril 1986).
- 30 mai : Leopold Paasch, compositeur allemand († 28 février 1988).
- 31 mai : Henry M. Jackson, homme politique américain († 1er septembre 1983).

## Juin
- 2 juin :
  - Louis Lamarque, peintre, graveur, lithographe et buriniste français († 19 janvier 1991).
  - Marcelle Loubchansky, peintre française († 17 juin 1988).
- 4 juin :
  - Jess Barker, acteur américain († 8 août 2000).
  - Robert Jacobsen, artiste danois († 26 janvier 1993).
- 5 juin : Alexandru Todea, cardinal roumain († 22 mai 2002).
- 6 juin :
  - Bruce Lester, acteur britannique († 13 juin 2008).
  - Éloi Tassin, coureur cycliste français († 17 août 1977).
  - André Ludwig, supercentenaire français et doyen masculin de France († 7 janvier 2024).
- 8 juin :
  - Maurice Bellemare, politicien québécois († 15 juin 1989).
  - Henry Brandon, acteur germano-américain († 15 février 1990).
- 10 juin : Jean Lesage, premier ministre du Québec († 12 décembre 1980).
- 11 juin : Frans Slaats, coureur cycliste sur piste néerlandais († 6 avril 1993).
- 13 juin : Avelar Brandão Vilela, cardinal brésilien, archevêque de São Salvador da Bahia († 19 décembre 1986).
- 14 juin : György Gál, journaliste hongrois († 7 janvier 1963).
- 15 juin : Jean Rigaud, peintre de la Marine française († 7 février 1999).
- 16 juin : Albert Chartier, scénariste et dessinateur canadien (québécois) de bande dessinée († 21 février 2004).
- 21 juin :
  - Johnny Friedlaender, peintre et graveur français et allemand de la nouvelle École de Paris († 18 juin 1992).
  - Toni Merkens, coureur cycliste allemand († 20 juin 1944).
  - Michel Noury, peintre français  († 5 novembre 1986).
- 23 juin :
  - Gerry Chiniquy, animateur, réalisateur et acteur américain († 22 novembre 1989).
  - Alan Mathison Turing, mathématicien et informaticien britannique († 7 juin 1954).
- 24 juin : Elmo Billings, acteur et monteur américain († 6 février 1964).
- 26 juin : Hubert D'Hollander, joueur et entraîneur de football belge († 16 novembre 1994).
- 28 juin : Cesare Bionaz, homme politique italien († 3 septembre 1969).
- 29 juin : Joan Davis, actrice américaine († 22 mai 1961).

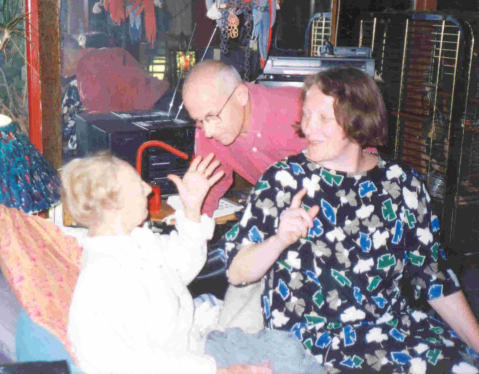
Lucette Destouches (à gauche) en 1995.

## Juillet
- 2 juillet : René Bégin, homme politique fédéral provenant du Québec († 18 novembre 1980).
- 3 juillet : Émile Diot, coureur cycliste français († 10 juin 1940).
- 4 juillet :
  - Leoberto Laus Leal, avocat et homme politique brésilien († 16 juin 1958).
  - Edward Vissers, coureur cycliste belge († 2 avril 1994).
- 5 juillet : Heinrich Harrer, alpiniste autrichien († 7 janvier 2006).
- 8 juillet : Jacques Stehman, pianiste et compositeur belge († 20 mai 1975).
- 11 juillet :
  - Karin Glasell, artiste textile et peintre suédoise († 1er août 1989).
  - Robert Rocca, chansonnier français († 11 avril 1994).
- 12 juillet :
  - Gustave Blouin, homme politique fédéral provenant du Québec († 14 avril 2002).
  - Peter Leo Gerety, archevêque américain de l'Église catholique romaine († 20 septembre 2016).
  - René Perrot, cartonnier de tapisseries, peintre, dessinateur, graveur et céramiste français († 19 mai 1979).
- 14 juillet : 
  - Northrop Frye, auteur et critique littéraire canadien († 23 janvier 1991).
  - Woody Guthrie, musicien américain († 3 octobre 1967).
- 17 juillet :
  - Art Linkletter, acteur et producteur canadien († 26 mai 2010).
  - Aligi Sassu, peintre et sculpteur italien († 17 juillet 2000).
- 19 juillet : Percy Butler, zoologiste britannique († 7 février 2015).
- 20 juillet :
  - Christian Courtois, historien français († 8 août 1956).
  - Lucette Destouches, danseuse et grande centenaire française († 8 novembre 2019).
- 23 juillet :
  - M. H. Abrams, écrivain, critique littéraire et professeur d'université américain († 21 avril 2015).
  - Michael Wilding, acteur britannique († 8 juillet 1979).
- 26 juillet : Nikolaï Parfionov, acteur soviétique († 7 janvier 1999).
- 27 juillet :
  - Igor Markevitch, chef d'orchestre et compositeur d'origine ukrainienne, naturalisé italien puis français († 7 mars 1983).
  - Anthony Pelissier, acteur, producteur et réalisateur anglais († 2 avril 1988).
  - Edgard Pillet, sculpteur et peintre français († 9 septembre 1996).
- 31 juillet : Milton Friedman, économiste américain, « Prix Nobel » d'économie en 1976 († 16 novembre 2006).

## Août
- 1er août :
  - Karl Glatt, peintre suisse († 27 avril 2003).
  - Simone Guillebert, rameuse française († 22 janvier 1999).
- 3 août :
  - Fritz Hellwig, homme politique allemand († 22 juillet 2017).
  - Jean de Maisonseul, urbaniste et peintre français († 3 juin 1999).
  - Ruth von Wild, enseignante suisse qui s'est consacrée à l'accompagnement des enfants réfugiés († 26 avril 1983).
- 4 août : Maurice Guigue, arbitre de football français († 27 février 2011).
- 5 août :
  - Abbé Pierre, prêtre, résistant et philanthrope français († 22 janvier 2007).
  - Nancy Tyson Burbidge, botaniste australienne († 4 mars 1977).
- 10 août :
  - Jorge Amado, écrivain brésilien († 6 août 2001).
  - Romain Maes, coureur cycliste belge († 22 février 1983).
- 12 août :
  - Samuel Fuller, réalisateur de cinéma américain († 30 octobre 1997).
  - Louis Gérardin, coureur cycliste français († 23 mai 1982).
  - Nikolaï Timkov, peintre russe († 25 décembre 1993).
- 13 août : Francisco Escudero, compositeur basque espagnol († 7 juin 2002).
- 15 août : Andry, de son vrai nom Andrienne de Senarclens, peintre suisse († 9 août 2006).
- 16 août : Roger Magnin, joueur et entraîneur de football français († 6 mai 1987).
- 17 août : Edgar Fernhout, peintre néerlandais († 4 novembre 1974).
- 18 août : Zdzisław Cyankiewicz, peintre polonais († 4 février 1981).
- 20 août :
- Bob Swanson, pilote automobile américain († 13 juin 1940).
- Costanzo W. Figlinesi, peintre italien († 21 août 1991).
- 23 août :
  - Gene Kelly, acteur, chorégraphe et réalisateur américain († 2 février 1996).
  - Ludwik Klimek, peintre français d'origine polonaise († 7 décembre 1992).
  - Igor Troubetzkoy, cycliste, skieur et pilote automobile français († 20 décembre 2008).
- 24 août : Florence Blot, actrice française († 9 octobre 1994).
- 26 août :
  - Giuseppe Beotti, prêtre italien et martyr catholique († 20 juillet 1944).
  - Léo Marjane, chanteuse française († 18 décembre 2016).
  - John Tinniswood, Supercentenaire britanniques, doyen masculin de l'humanité en 2024 († 25 novembre 2024).
- 27 août :
  - Albert Harding, écrivain, ingénieur et homme politique américain († juin 1987).
  - Robert Zimmermann, coureur cycliste suisse († 4 avril 2006).
- 30 août : Giovanni Gotti, coureur cycliste italien († 7 avril 1988).
- 31 août : Tony Bertrand, athlète, dirigeant sportif et homme politique français († 29 juin 2018).

## Septembre
- 2 septembre : Ingeborg Rapoport, pédiatre allemande († 23 mars 2017).
- 3 septembre : Philippe Artias, peintre français († 28 août 2002).
- 5 septembre : John Cage, compositeur américain († 12 août 1992).
- 6 septembre :
  - Stephen Murray, acteur anglais († 31 mars 1983).
  - François Neuens, coureur cycliste luxembourgeois († 24 avril 1985).
- 9 septembre : Joseph Soffietti, coureur cycliste né italien et naturalisé français († 2 février 2007).
- 12 septembre :
  - Osvaldo Bailo, coureur cycliste italien († 28 février 1997).
  - Feroze Gandhi, homme politique indien († 8 septembre 1960).
- 14 septembre : Eduard von Falz-Fein, homme d'affaires, journaliste et dirigeant sportif liechtensteinois né russe († 17 novembre 2018).
- 15 septembre :
  - Antonio Blanco, peintre philippin  († 10 décembre 1999).
  - Sabiha Kasimati, ichtyologue albanaise († 26 février 1951).
- 18 septembre : Jean de Riquer, peintre, graveur et résistant français († 15 avril 1993).
- 21 septembre :
  - Pierre Jouffroy, peintre français († 11 octobre 2000).
  - Albert van Schendel, coureur cycliste néerlandais († 12 avril 1990).
- 22 septembre : Éloi Meulenberg, coureur cycliste belge († 26 février 1989).
- 26 septembre : Michael Dugan, acteur américain († 6 novembre 2002).
- 27 septembre :
  - Tauno Marttinen, compositeur, critique musical et chef d'orchestre finlandais († 18 juillet 2008).
  - Charles Rollier, peintre suisse et italien († 15 mai 1968).
  - Heinz Wengler, coureur cycliste allemand († 1er octobre 1942).
- 29 septembre : Michelangelo Antonioni, réalisateur et scénariste italien († 30 juillet 2007).
- 30 septembre : Kenny Baker, chanteur et acteur américain († 10 août 1985).

## Octobre
- 1er octobre, Rudy Bond, acteur américain († 29 mars 1982).
- 2 octobre :
  - David Feuerwerker, rabbin et historien français († 20 juin 1980).
  - Frank Malina, ingénieur aéronautique américain († 9 novembre 1981).
- 5 octobre :
  - Louis Delfino, général de l'armée de l'air et footballeur français († 11 juin 1968).
  - Bora Laskin, juge en chef de la Cour suprême du Canada († 26 mars 1984).
  - Oscar Thiffault, chanteur folklorique québécois et chanteur de musique country († 1998).
  - Gérard Delage, avocat, journaliste, écrivain, humoriste, gastronome, œnologue, syndicaliste et artiste québécois († 24 mai 1991).
- 6 octobre :
  - Mohand Amokrane Khelifati, homme politique et linguiste autodidacte algérien († 28 janvier 1991).
  - Adolf Braeckeveldt, coureur cycliste belge († 4 août 1985).
  - 7 octobre : Esteban Cifuentes, footballeur espagnol (†30 octobre 1938).
- 11 octobre : Marie-Thérèse Auffray, résistante et peintre française († 27 septembre 1990).
- 14 octobre :
  - István Lukács, footballeur hongrois naturalisé français († 1960).
  - Albert Richter, coureur cycliste allemand († 2 janvier 1940).
- 15 octobre : 
  - Jadwiga Jędrzejowska, joueuse de tennis polonaise († 28 février 1980).
  - Constance Babington Smith, journaliste et écrivaine britannique († 31 juillet 2000).
- 17 octobre : Albino Luciani, futur pape Jean-Paul Ier († 28 septembre 1978).
- 18 octobre : Aurelio Sabattani, cardinal italien de la curie romaine († 19 avril 2003).
- 19 octobre : Kazuo Yamada, chef d'orchestre et compositeur japonais († 13 août 1991).
- 20 octobre : Blanche Lohéac-Ammoun, peintre, illustratrice et écrivaine franco-libanaise († 5 janvier 2011).
- 22 octobre : Harry Callahan, photographe américain († 15 mars 1999).
- 25 octobre :
  - Abdelkader Ben Bouali, footballeur français d'origine algérienne († 23 février 1997).
  - Jacques Dubois, graphiste, photographe humaniste et peintre français († 28 juin 1994).
  - Luigi Raimondi, cardinal italien, préfet de la Congrégation pour les causes des saints († 24 juin 1975).
- 29 octobre : Bruno Cassinari, peintre et sculpteur italien († 26 mars 1992).
- 31 octobre : Willi Oelgardt, joueur et entraîneur de football allemand († 12 décembre 1973).

## Novembre
- 1er novembre : Katherine Librowicz, peintre, sculptrice et lithographe polonaise naturalisée française († 9 avril 1991).
- 4 novembre :
  - Botong Francisco, peintre et muraliste philippin († 31 mars 1969).
  - Vadim Salmanov, compositeur russe puis soviétique († 27 février 1978).
- 6 novembre : George Cakobau, grand chef autochtone et homme d'État fidjien († 25 novembre 1989).
- 8 novembre :
  - June Havoc, actrice américano-canadienne († 28 mars 2010).
  - Stylianós Pattakós, militaire grec († 8 octobre 2016).
- 12 novembre : Bernardino Echeverría Ruiz, cardinal équatorien, franciscain et archevêque de Guayaquil († 6 avril 2000).
- 16 novembre :
  - Marcello Avenali, peintre et aquarelliste italien († 1981).
  - Richard Spink Bowles, lieutenant-gouverneur du Manitoba († 9 juillet 1988).
- 20 novembre : 
  - Otto de Habsbourg, archiduc d'Autriche († 4 juillet 2011).
  - Franck Innocent, peintre et lithographe français de l'École de Rouen († 13 avril 1983).
  - Dezső Zádor, pianiste, organiste, chef d'orchestre et compositeur hongro-ukrainien († 16 septembre 1985).
- 21 novembre : Francisco Pérez Cubas, footballeur espagnol († 12 novembre 1991).
- 22 novembre : Ibrahima Momodou Garba-Jahumpa, homme politique, enseignant et syndicaliste gambien (° 1994).
- 23 novembre : Manolo Bienvenida, matador espagnol († 31 août 1938).
- 24 novembre :
  - François Neuville, coureur cycliste belge († 12 avril 1986).
  - Teddy Wilson, pianiste de jazz américain († 31 juillet 1986).
- 25 novembre : Amal El Atrach, chanteuse et actrice syro-égyptienne († 15 juillet 1944).
- 26 novembre : Charles Roviglione, joueur et entraîneur de football français († 17 août 1993).
- 29 novembre : Viola Smith, musicienne américaine († 21 octobre 2020).

## Décembre
- 3 décembre : Wilfrid Perraudin, peintre et vitrailliste français († 25 mai 2006).
- 5 décembre :
  - Thomas Gleb, peintre, sculpteur et tapissier français d'origine polonaise († 7 août 1991).
  - Senetta Yoseftal, femme politique israélienne († 26 juillet 2007).
- 6 décembre : Albert Dusch, joueur et arbitre de football allemand († 27 octobre 2002).
- 9 décembre : Bartlett Robinson, acteur américain († 26 mars 1986).
- 13 décembre :
  - Luiz Gonzaga, chanteur et compositeur brésilien († 2 août 1989).
  - Abelardo Riera, footballeur espagnol († 9 novembre 1982).
  - Lin Jaldati, chanteuse klezmer néerlandaise († 31 août 1988).
- 17 décembre : Maurice Pressouyre, résistant et homme politique français († 4 juillet 1986).
- 18 décembre : Paco Cano, photojournaliste espagnol († 27 juillet 2016).
- 19 décembre : Lucien Fontanarosa, peintre et illustrateur français († 27 avril 1975).
- 21 décembre : Paul Meurisse, acteur français († 19 janvier 1979).
- 27 décembre : Francisco Zúñiga, sculpteur, peintre et graveur costaricien et mexicain († 9 août 1998).

## Date inconnue
- Radia Bent Lhoucine, peintre marocaine († 1994).
- Korri Elio Corradini, peintre italien († 17 mars 1999).
- Javad Maroufi, compositeur, pianiste et chef d'orchestre iranien († 7 décembre 1993).
- Hadj M'rizek, chanteur algérien de hawzi et chaâbi († 12 février 1955).
- Frances Pleasonton, chercheuse en physique américaine († 1990).
- Okabe Shigeo, peintre japonais († 1969).
- Juan Queraltó, homme politique argentin († 8 août 1987).
- Riahi Rabih, footballeur français († mai 1946).
- Abdelkrim Raïs, musicien marocain de musique arabo-andalouse († 30 août 1996).
- Hossein Tehrani, percussionniste iranien, maître incontesté de tombak († 25 février 1974).
- Norbert Benoit, cinéaste surréaliste et peintre belge (†1997).